# Juan Iranzo
Juan Emilio Iranzo Martín (Madrid, 26 de noviembre de 1956) es un economista español.

## Biografía
Nacido el 26 de noviembre de 1956 en Madrid, hijo de Emilio y Concepción, está relacionado desde su nacimiento con la localidad de Requena, en la provincia de Valencia. Es hermano de Enma Iranzo Martín.[cita requerida]
Licenciado en Ciencias económicas y Empresariales por la Universidad Complutense de Madrid, al acabar la carrera universitaria realizó un Doctorado en Económicas por la misma universidad.
Comenzó su carrera profesional en el mundo económico donde ha ocupado numerosos cargos como economista, siendo responsable de Control de Gestión de ENUSA, Director de Relaciones Externas y Economista en la Fundación FIES de la CECA, director de Estudios del Instituto de Estudios Económicos (IEE) y posteriormente fue nombrado director general, fue profesor de Estructura Económica en diferentes universidades de España, y vocal de la Comisión Especial para el Fomento de la Transparencia y la Seguridad en los Mercados Financieros y las Sociedades Cotizadas de la Comisión Aldama.
Y actualmente[¿cuándo?] es catedrático de Economía aplicada de la Universidad Nacional de Educación a Distancia (UNED), vicepresidente del Instituto de Estudios Económicos, decano-presidente del Colegio de Economistas de la ciudad de Madrid, profesor del CUNEF, académico de la Real Academia de Doctores de España, consejero del Grupo Empresarial San José, consejero de Fertiberia, miembro del Consejo Asesor de Capgemini, presidente del Club de Consejeros de España, profesor del máster Programa Superior de Dirección en Responsabilidad Corporativa en el IE Business School, Vocal de la Comisión Central de Caja Madrid, consejero independiente de la Red Eléctrica de España y también es miembro del Consejo Asesor de Sanidad y de la Comisión Permanente del Consejo en el Ministerio de Sanidad, Servicios Sociales e Igualdad.[cita requerida]
Adalid de posiciones neoliberales, ha colaborado en temas de economía en el programa de televisión del canal Intereconomia, El gato al agua, entonces presentado por el periodista Antonio Jiménez y, luego, en el programa de 13 TV, El cascabel al gato, presentado también por el mismo.
Implicado en el escándalo de las llamadas «tarjetas black», dimitió como vocal del Consejo Asesor de Sanidad como consecuencia de su implicación. También dimitió posteriormente como miembro del Consejo de Administración de Red Eléctrica Española (REE), en octubre de 2014.
En 2017 fue condenado por la Sala de Lo Penal de la Audiencia Nacional a cuatro meses de prisión y a inhabilitación especial para el derecho de sufragio pasivo y para el ejercicio de la actividad bancaria por apropiación indebida a razón del uso de una de las tarjetas black, uso que con un cargo de alrededor de 47 000 €. La sentencia fue ratificada en firme por el Tribunal Supremo en octubre de 2018.